# Município de Hothouse (condado de Cherokee, Carolina do Norte)
Localização da Carolina do Norte nos E.U.A.
O município de Hothouse (em inglês: Hothouse Township) é um localização localizado no  condado de Cherokee no estado estadounidense da Carolina do Norte. No ano 2010 tinha uma população de 1.591 habitantes.

## Geografia
O município de Hothouse encontra-se localizado nas coordenadas 35° 12′ 01,27″ N, 84° 12′ 29,74″ O.